# Parnassius tianschianicus
Large Keeled Apollo Parnassius tianschianicus là một loài bướm ngày sinh sống ở vùng núi cao. đó là một loài của chi Parnassius (Snow Apollo) thuộc Họ Bướm phượng.

## Range
Uzbekistan, Tajikistan và Kyrgyzstan. Afghanistan, Pakistan, Tây Nam Trung Quốc và Sinkiang, reported from miền bắc India (Jammu & Kashmir) by some authors by mistake.